# Tamberías (Calingasta)
Tamberías é uma cidade da Argentina, localizada na província de San Juan